# Reki Kawahara
Reki Kawahara (jap. 川原 礫 Kawahara Reki) (ur. 17 sierpnia 1974 w prefekturze Gunma) – japoński autor light novel i mangaka.

## Życiorys
Urodził się 17 sierpnia 1974 w prefekturze Gunma. Wychowywał się z dwiema młodszymi siostrami. Jesienią 2001 roku zaczął pracować nad light novel Sword Art Online, by zgłosić pracę do dziewiątej edycji Dengeki Novel Prize. Z przyczyn proceduralnych praca nie została dopuszczona do konkursu. W 2008 roku ponownie spróbował zadebiutować w Dengeki Novel Price, light novel „Kyouzetsu Kasoku Burst Linker” (przemianowaną później na Accel World), wydaną pod pseudonimem Fumio Kunori (jap. 九里史生 Kunori Fumio). Praca zdobyła główną nagrodę 15. edycji Dengeki Novel Prize. Pierwszy tom Accel World został opublikowany nakładem Dengeki Bunko, 10 lutego 2009. Po sukcesie Accel World, Kawahara wznowił prace nad Sword Art Online, którego wydano 19 tomów (do lutego 2017). W latach 2014–2016 ukazywała się także light novel i manga „Zettai Naru Kodokusha ≪Isolator≫”.

## Ważniejsze dzieła
- Accel World (2009-)
- Sword Art Online (2009-)
- Zettai Naru Kodokusha ≪Isolator≫ (2014-2016)